# Musa Muhammed
Musa Muhammed Shehu oder kurz Musa Muhammed (* 31. Oktober 1996 in Kano) ist ein nigerianischer Fußballspieler.

## Karriere

### Verein
Muhammed erlernte das Fußballspielen in der Nachwuchsabteilung von FC Heart Academy. Durch seine Auftritte mit der nigerianischen U-20-Nationalmannschaft bei zwei U-20-Weltmeisterschaft geriet er in den Blickwinkel von europäischen Vereinen. So wurde er zur Saison 2015/16 in die türkische Süper Lig zu Istanbul Başakşehir transferiert. Er spielte dann  als Leihspieler für den FK Željezničar Sarajevo und Lokomotive Plowdiw, ehe er 2018 fest von HNK Gorcia verpflichtet wurde.

### Nationalmannschaft
Muhammed debütierte 2013 im Rahmen der U-20-Weltmeisterschaft 2013 für die nigerianische U-20-Nationalmannschaft und schaffte es mit seinem Team bis ins Achtelfinale. Zwei Jahre später spielte er mit der nigerianischen U-20-Nationalmannschaft bei der U-20-Weltmeisterschaft 2015 und erreichte erneut das Achtelfinale. 
2016 bestritt er dann seine bisher drei einzigen Länderspiele für die A-Mannschaft. 

## Erfolge
Mit der nigerianische U-20-Nationalmannschaft
- Achtelfinalist der U-20-Weltmeisterschaft: 2013, U-20-Fußball-Weltmeisterschaft 2015